# Bunnyranch
Bunnyranch war eine portugiesische Band, die Garage Rock mit verschiedenen Einflüssen aus Soul, Blues und Rockmusik-Stilen spielte.

## Geschichte

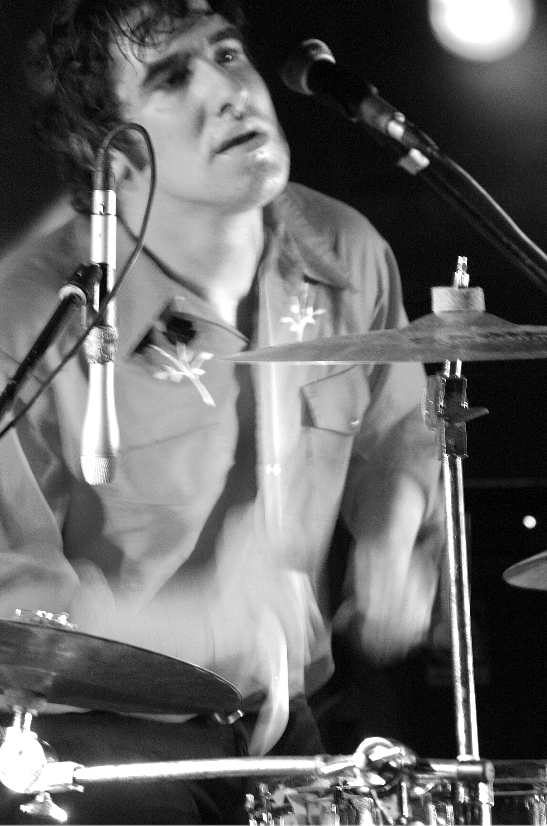
Schlagzeuger und Sänger Mendes 2005

Nach Auflösung der Psychobilly/Garagerock-Band Tédio Boys gründete deren Schlagzeuger Carlos Mendes („Kaló“) in Coimbra mit drei weiteren Musikern die Band. Ihren ersten Auftritt hatten sie dort am 19. Oktober 2001 als Vorband für Tav Falco.
Beeinflusst von verschiedenen Stilrichtungen, von Blues über Punkrock, Beat und Soul, bis zu Psychedelic, nahmen sie 2003 ihre erste EP auf, veröffentlicht auf dem Lux-Label aus Coimbra. Es folgten zahlreiche Konzerte, insbesondere nach ihrem ersten Album 2005 häufiger im europäischen Ausland, darunter auf dem Eurosonic-Festival in Groningen.
Nachdem João Cardoso für Filipe Costa als Organist in die Band gekommen war, erschien 2006 das Album Luna Dance, das auch in Kanada und den USA vertrieben wurde.
2006 erschien der Dokumentarfilm Rockumentário, der die Musikszene Coimbras porträtiert am Beispiel der Gruppe Bunnyranch.
2007 spielte die Band auf dem Super-Bock-Super-Rock-Festival, und ging auf eine Tour durch die Ostküste der Vereinigten Staaten. Dabei nahmen sie in den Hed-Studios in New York die Songs zur ersten von zwei zusammenhängenden EPs auf, die sie 2008 veröffentlichten. Die Songs zur zweiten EP nahmen sie nach ihrer Rückkehr in den portugiesischen Serra-Vista-Studios auf, produziert wurde sie von Boz Boorer. 2010 kam mit Augusto Cardoso ein neuer Gitarrist in die Band, der André Ferrão ersetzte, und es folgte ein neues Album, wiederum vom Polecats- und Morrissey-Musiker produziert.
Anfang 2011 sagte die Band ihre geplante Tour durch Portugal und Europa auf Grund persönlicher Differenzen innerhalb der Gruppe ab, etwas später im Jahr löste sie sich dann auf.

## Diskografie
- 2002: Too Flop to Boogie (EP)
- 2004: Trying to Lose
- 2006: Luna Dance
- 2008: Teach Us Lord (EP) / How to Wait (EP)
- 2010: If You Missed the Last Train…